# 王明贤
王明贤（1954年4月—2025年6月25日），男，福建泉州人。中国建筑理论家、策展人，中央美术学院客座教授。

## 生平
1954年4月，生于福建泉州。1974年中学毕业后，在工厂担任美工设计。1982年，毕业于厦门大学中文系，分配到建设部《建筑》杂志社担任编辑。2004年，担任中国艺术研究院建筑艺术研究所副所长。2006年，担任威尼斯双年展第10届国际建筑展中国国家馆策展人。2014年4月，中国当代十大建筑评选组委会主席。2015年，担任中国国家画院公共艺术院建筑设计院研究员、《中国公共艺术年鉴》主编。
2025年6月25日20时因肺部感染逝世。

## 出版物
- 王明贤 (编). . 北京: 中国建筑工业出版社. 2015. ISBN 978-7-112-15965-9.
- 严善錞; 王明贤 (编). . 上海: 上海人民美术出版社. 2014. ISBN 978-7-5322-8852-6.